# Besník
Besník (994 m) – przełęcz na pograniczu Niżnych Tatr na północnym zachodzie, Doliny Górnego Hronu (słow. Horehronské podolie) na południowym zachodzie i Krasu Spisko-Gemerskiego (którego jest częścią) na wschodzie. Oddziela również dwie części Krasu Spisko-Gemerskiego (słow. Spišsko-gemerský kras) – Słowacki Raj na północnym wschodzie i Murańską Płaninę na południowym zachodzie.
Jest to obniżenie między szczytami Rakytovec (1068 m), Kozovec (1203 m) i Gregová (1168 m]). Bezpośrednio pod przełęczą znajduje się Źródło Hronu.
Przez przełęcz przechodzi ważne połączenie Horehronia (Červená Skala) ze Spiszem (Poprad – Droga krajowa nr 66. Linia kolejowa nr 173 Červená Skala – Margecany prowadzi przez tunel pod przełęczą. Jest to najwyżej położony tunel kolejowy na Słowacji. Poziom szyn w środku Besníckiego tunelu jest najwyżej położonym miejscem na liniach normalnego rozstawu ŽSR.

## Szlaki turystyczne
szlakiem z Čuntavy (8,2 km, 2 h 8') – Szlak Bohaterów Słowackiego Powstania Narodowego (Cesta hrdinov SNP)
  z Telgártu (3,4 km) i Kráľovej holi (1946 m n.p.m., 9,7 km)
  z Dobszyńskiej Jaskini Lodowej